# Russeifa

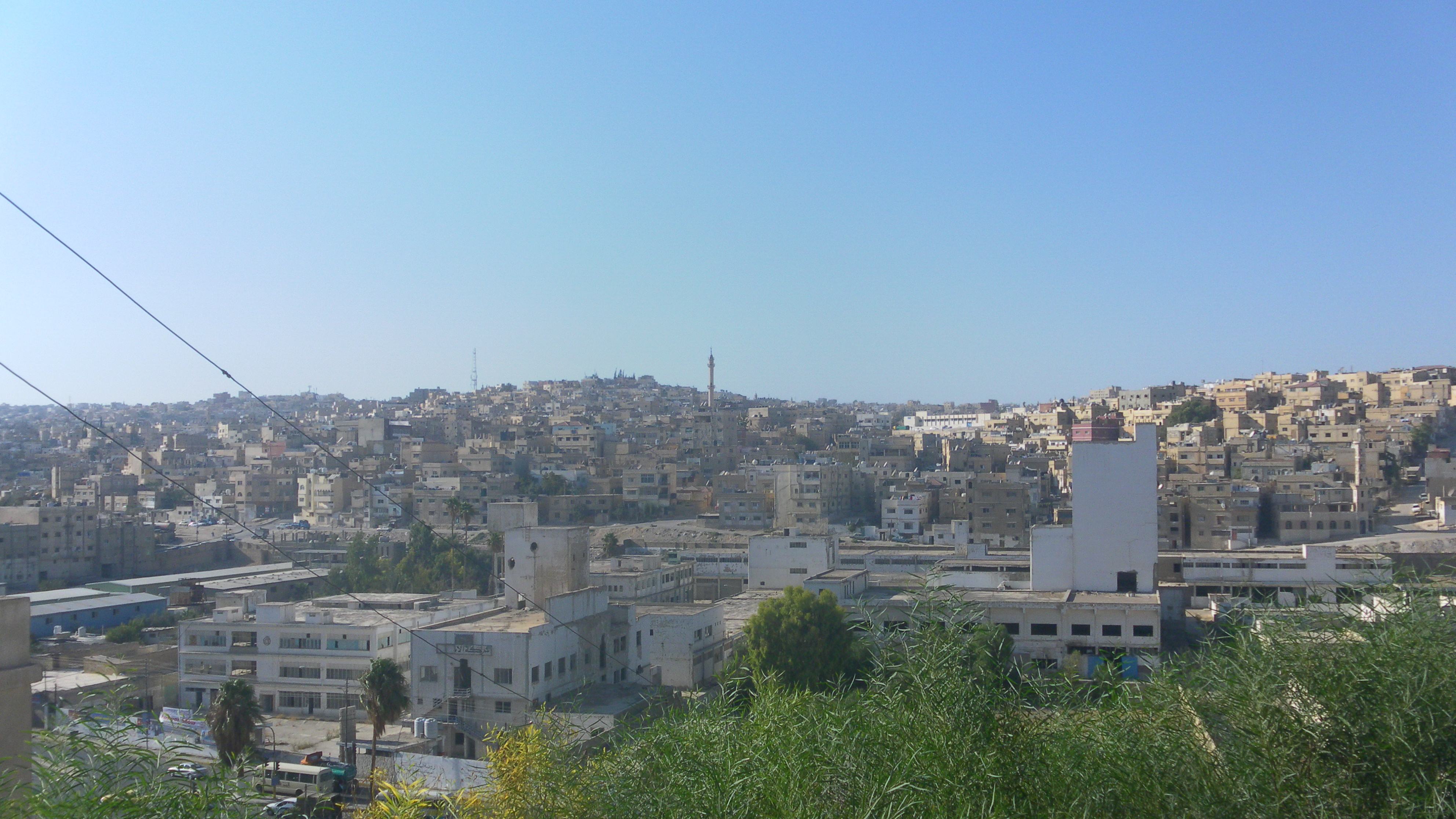
Vista de Russeifa

Russeifa, também escrito Russiefa, (em árabe: الرصيفة) é uma cidade do Governorado de Zarqa, na Jordânia. Tem uma população de cerca de 280.000 (estimativa de 2009), tornando-se a quarta maior cidade do país, depois de Amã, Irbid e Zarqa.

## Geografia
A cidade de Russeifa está localizado na região central da Jordânia, na bacia do rio Zarqa, na rodovia Amã-Zarqa. A capital, Zarqa e Russeifa formam uma grande área metropolitana, a segunda maior área metropolitana no Levante, depois de Damasco, na Síria. A cidade pertence administrativamente ao Governorado de Zarqa. Devido à sua proximidade com Amã e Zarqa, abriga várias indústrias pesadas.

## Demografia
O Censo Nacional Jordaniano de 2004 estimou a população de Russeifa em 268.237 habitantes. A proporção de mulheres para homens era 48,46% para 51,54%. Os cidadãos jordanianos compunhamr 89,6% da população de Russeifa.